# Harald Christensen
Harald Christensen (Kolding, 9 aprile 1907 – Copenaghen, 27 novembre 1994) è stato un pistard danese.

## Palmarès

### Olimpiadi
- Bronzo a Los Angeles 1932 nel tandem.